# Лугаль-далу

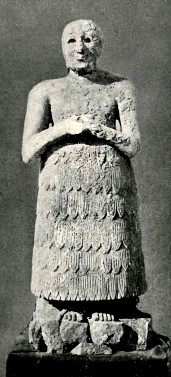
Статуя Лугаль-далу. Фото из книги Э.Дж. Бэнкса (1912)

Лугаль-далу, также Лугаль-да-лу (Lugal-da-lù), иногда Лугаль-да-диб — царь (лугаль) Адаба, представитель династии Адаба, правил в XXVI веке до н. э.
Позже потерпел поражение от Месалима, в результате чего Адаб попал под власть Киша. После этого часть правления Лугаль-да-диба прошла под властью Месалима. Статуэтка Лугаль-далу с надписью была обнаружена в Адабе, что говорит о том, что династия Адаба не прекратилась со смертью Лугальанемунду.

## Надпись
Надпись этого царя была открыта Э. Дж. Бэнксом во время раскопок сезона 1903—1904 года. Чтение и самой надписи, и имени царя вызвало споры. Сам Бэнкс считал, что царя зовут «Давид», отождествлял его с библейским Давидом и читал надпись, как E-SAR(MACH) LUGAL DA-UDU LUGAL UD-NUN-KI. Ф. Тюро-Данжен понял первое слово, как имя царя — Эсар, и прочёл надпись, как é-sar 2šarrum da-lu 2šar adabki — «Эсар, мощный царь, царь Адаба». А. Пёбель предложил чтение Лугаль-далу (Lugal-da-LU), которое в основном и закрепилось за этим царём в шумерологической литературе, указав на то, что «Эсар» фактически является названием храма. И. М. Дьяконов читал это имя, как Лугаль-да-диб; это мнение не находит широкой поддержки.

## Статуя
Статуя Лугаль-далу некоторое время считалась древнейшей в мире статуей известного по имени человека. В настоящее время она хранится в археологическом музее Стамбула.